# Fiorit
Fiorit là một loại đá silica ngậm nước, một dạng của opal, được tìm thấy trong các hốc của tuff núi lửa. Nó có ánh ngọc và ở dạng khối. Loại đá này được đặt theo tên thành phố Santa Fiora, Ý.